# Jean III de Naples
Jean III de Naples (né vers 913 mort vers 969)  fut duc de Naples vers 927/928 à 968/969.

## Biographie
Jean III de Naples est le fils et successeur du duc Marinus Ier et de son épouse anonyme une fille de Landolf III de Capoue-Bénévent selon l'hypothèse de Christian Settipani. Il règne pendant quarante deux années et porte les titres de patrice et d'antyphatos impérial.
Au début de son règne, il fait la guerre contre les Sarrasins et conclu ensuite un traité avec eux après leur apparition sous ses murs en 929. Lorsque Jean III renouvelle avec son beau-père le prince Landolf III de Capoue-Bénévent et son frère et corégent Aténolf III le traité signé entre Aténolf Ier de Capoue et le duc Grégoire IV de Naples vers 907-908. L'empereur considère qu'il s'agit d'une alliance hostile et une force grecque est envoyée des Pouilles contre les vassaux rebelles qui sont contraints de reconnaître l'autorité de l'empereur de Constantinople. Jean III confirme ensuite le traité avec les princes en réservant explicitement sa fidélité à l'empire byzantin salve fidelitate sanctorum imperatorum.
En 946, il s'allie avec Landolf II de Bénévent lors d'une invasion de la principauté de Salerne dans le but de déposer le prince Gisolf Ier. Ils sont défaits par les armées de Mastalus Ier d'Amalfi et Jean III doit se retirer à Naples. Landolf change d'alliance et conjointement avec Gisulf ils attaquent le duché de Naples auquel ils prennent Nola. En 949, Jean fait une donation à l'église des Saints Severinus & Sossus, qui a sans doute été fondée par l'un de ses prédécesseurs. En 950, il fonde lui-même l'église de Saint Michel Porta Nova à Naples. En 955, il tente de nouveau d'échapper à la vassalité impériale  et une nouvelle armée grecque est envoyée en Italie du sud  sous le commandement des  stratèges du Calabre et du Thème  de Longobardie, Marianos Argyros. Le duc lui ayant refusé l'entrée à Naples il débarque  dans le port  et pille la cité, obligeant Jean III à se soumettre. Cependant en 962, Jean III transfère sa vassalité au nouvel empereur d'Occident, Othon Ier car en 958, Naples avait été l'objet d'une nouvelle attaque des musulmans.
Le duché de Naples entretient des relations soutenues avec Constantinople et l'archiprêtre Léon son ambassadeur rapporta à Naples des manuscrits: la Chronographia de Théophane le Confesseur, les œuvres de Flavius Josèphe, De Prodigiis de Tite Live, les écrits du  pseudo Denys l'Aréopagite, et une Historia Alexandri Magni que le duc s'empresse de faire traduire en latin.  Sa vassalité s'accompagne donc d'une grande proximité intellectuelle. Jean III avait par ailleurs épousé une romaine la senatrix Théodora (951/963) parente probable d'Albéric II de Spolète et ensemble ils entretiennent la tradition littéraire en faisant copier les œuvres antiques. Jean III et Théodora laisse quatre enfants :
- Marinus II de Naples qui succède à son père ;
- Theodenanda senatrix (av 962) ;
- Landolf ;
- Drosu senatrix (996/1019).

## Sources
- (en) Cet article est partiellement ou en totalité issu de l’article de Wikipédia en anglais intitulé « John III of Naples » (voir la liste des auteurs).